# Jang Keun-suk
Jang Keun-suk (장근석?; Danyang, 4 agosto 1987) è un attore e cantante sudcoreano, noto principalmente per il ruolo di protagonista nel drama coreano Minam-isine-yo (2009) a fianco di Park Shin-hye.

## Biografia
Figlio unico, inizia a lavorare come modello a cinque anni dopo esser stato scoperto da un talent scount, e, nel 1997, debutta in una sitcom. Studia per un periodo in Nuova Zelanda, dove frequenta il Nelson College nel 2003, per imparare l'inglese e il giapponese. Un ruolo nella quarta stagione della popolare sitcom Nonstop lo riporta in Corea del Sud; nel 2005 torna in televisione nel drama coreano Peuraha-ui yeon-in e nel 2006 approda sul grande schermo nel film horror giapponese The Call: Final, dove fa la parte di un ragazzo affetto da sordità. Poco dopo torna sul piccolo schermo per recitare in Hwang Jin-yi. Nel 2008 viene coinvolto in diversi progetti cinematografici e televisivi di genere musicale, come il drama Beethoven Virus, approdando l'anno successivo nella serie di grande successo Minam-isine-yo, nella quale interpreta il ruolo del protagonista maschile.
Pur avendo registrato dei brani per le colonne sonore di alcuni suoi progetti e di varie pubblicità, Jang debutta come solista nel 2011 con in singolo Let Me Cry, pubblicato dalla Pony Canyon in Giappone il 27 aprile. La canzone debutta al primo posto della classifica Oricon dedicata ai singoli, vendendo 119 149 copie nella prima settimana. A settembre dello stesso anno esce in Cina, Taiwan, Hong Kong e nel sud est asiatico il suo primo album, un EP intitolato The Lounge H Vol.1. A novembre viene distribuito nelle sale il suo nuovo film, Neoneun pet, adattamento coreano del dorama e omonimo manga giapponese Sei il mio cucciolo.
A marzo 2012, pubblica esclusivamente in Giappone l'EP Lounge H (The First Impression), seguito dall'album Just Crazy; intanto, recita insieme a Yoona nel drama romantico Sarangbi, e, nel 2013, al fianco di IU, in Yeppeun namja.
Nel 2016 presenta il talent show Produce 101.

## Filmografia

### Cinema
- The Call: Final, regia di Manabu Asou (2006)
- Jeulgeo-un insaeng (즐거운 인생), regia di Lee Joon-ik (2007)
- Gidarida michyeo (기다리다 미쳐), regia di Ryu Seung-jin (2008)
- Do re mi fa sol la ti do (도레미파솔라시도), regia di Kang Geon-hyang (2008)
- Agi-wa na (아기와 나), regia di Kim Jin-young (2008)
- Itaewon sal-insageon (이태원 살인사건), regia di Hong Ki-sun (2009)
- Neoneun pet (너는 펫), regia di Kim Byeong-kon (2011)
- In-gan, gonggan, sigan geurigo in-gan, regia di Kim Ki-duk (2018)

### Televisione
- Pu-ung (포옹) – serie TV (1998)
- Mannam (만남) – serie TV (1998)
- Nurungjiseonsaenggwa gamja-ilgeopgae (누룽지선생과 감자일곱개) – serie TV (1998)
- Yeojeong keommi (요정 컴미) – serie TV (2001)
- Nae jamae i-yagi (네 자매 이야기) – serie TV (2001)
- Yeo-incheonhwa (여인천하) – serie TV (2001-2002)
- Nae insaeng-ui reok-kiten (내 인생의 럭키텐) – serie TV (2002)
- Orange (오렌지) – serie TV (2002)
- Daemang (대망) – serie TV (2002-2003)
- Nonstop (논스톱) – serie TV (2003-2004)
- Peuraha-ui yeon-in (프라하의 연인) – serie TV (2005)
- Alien saem (에일리언 샘) – serie TV (2006)
- Hwang Jin-yi (황진이) – serie TV (2006)
- Kwaedo Hong Gil-dong (쾌도 홍길동) – serie TV (2008)
- Beethoven Virus (베토벤 바이러스) – serie TV (2008)
- Minam-isine-yo (미남이시네요) – serie TV (2009)
- Maerineun oebakjung (매리는 외박중) – serie TV (2010)
- Ikemen desu ne – serie TV, episodio 8 (2011) - cameo
- Sarangbi (사랑비) – serie TV (2012)
- Yeppeun namja (예쁜 남자) – serie TV (2013)
- Daebak (대박?) – serial TV (2016)
- Switch: change the world (스위치 - 세상을 바꿔라) – serie TV (2018)

## Discografia

### In Coreano

#### Pubblicità
- 2008 – Black Engine
- 2009 – Just Drag
- 2009 – Toucholic Yepptic & Haptic Love

#### Colonne sonore
- 2004 – Let's Get Down (Nonstop)
- 2008 – Full of Sunshine (Do re mi fa sol la ti do)
- 2008 – Time for Waiting (Do re mi fa sol la ti do)
- 2008 – Can You Hear Me Part 2 (Beethoven Virus)
- 2009 – Still (Minam-isine-yo)
- 2009 – Promise (Minam-isine-yo)
- 2009 – Fly to the Moon (Minam-isine-yo)
- 2009 – Without Words (Minam-isine-yo)
- 2009 – Goodbye (Minam-isine-yo)
- 2009 – What Should I Do? (Minam-isine-yo)
- 2010 – Take Care, My Bus! (Maerineun oebakjung)
- 2010 – My Precious (Maerineun oebakjung)
- 2010 – Hello, Hello (Maerineun oebakjung)
- 2010 – I Promise You (Maerineun oebakjung)
- 2010 – Because of Her (Maerineun oebakjung)
- 2011 – Hey Girl (Neoneun pet)
- 2011 – You're My Pet (Neoneun pet)
- 2011 – Hey Girl (Neoneun pet)
- 2011 – Oh, My Lady! (Neoneun pet)
- 2011 – Mandy (Neoneun pet)
- 2011 – I Only Look at You (Neoneun pet)
- 2012 – Love Rain (Sarangbi)
- 2013 – Beautiful Day (Yeppeun namja)

### In Cina

#### EP
- 2011 – The Lounge H Vol. 1

### In Giappone

#### Album
- 2012 – Lounge H (The First Impression)
- 2012 – Just Crazy
- 2013 – I Just Wanna Have Fun
- 2013 – Nature Boy
- 2014 – Driving to the Highway
- 2015 – Monochrome
- 2016 – "Monologue"
- 2017 – "Voyage"
- 2018 – "Mature"
- 2022 – "Blooming"

#### EP
- 2011 – Let Me Cry

#### Singoli
- 2011 – Let Me Cry
- 2014 – Take Me
- 2016 – "Darling Darling / Kawaita Kiss"(Darling Darling / 渇いたKiss), "Endless Summer / Going Crazy", "Dakishimetai"(抱きしめたい)
- 2021 – "STAR", "Amagoi (雨恋)", "Day by Day"

## Riconoscimenti
| Anno | Premio                                  | Categoria                                          | Opera nominata       | Risultato       |
| ---- | --------------------------------------- | -------------------------------------------------- | -------------------- | --------------- |
| 2006 | KBS Drama Awards                        | Premio miglior coppia (con Ha Ji-won)              | Hwang Jin-yi         | Vincitore/trice |
| 2007 | Director's Cut Awards                   | Miglior nuovo attore                               | Jeulgeo-un insaeng   | Vincitore/trice |
| 2008 | Baeksang Arts Awards                    | Miglior nuovo attore (film)                        | Jeulgeo-un insaeng   | Vincitore/trice |
| 2008 | Korea Drama Awards                      | Premio all'eccellenza, attore                      | Beethoven Virus      | Candidato/a     |
| 2008 | MBC Drama Awards                        | Miglior nuovo attore                               | Beethoven Virus      | Vincitore/trice |
| 2008 | KBS Drama Awards                        | Premio all'eccellenza, attore in una miniserie     | Kwaedo Hong Gil-dong | Candidato/a     |
| 2008 | KBS Drama Awards                        | Premio popolarità, attore                          | Kwaedo Hong Gil-dong | Vincitore/trice |
| 2008 | KBS Drama Awards                        | Premio miglior coppia (con Sung Yu-ri)             | Kwaedo Hong Gil-dong | Candidato/a     |
| 2009 | SBS Drama Awards                        | Premio all'eccellenza, attore in un drama speciale | Minam-isine-yo       | Candidato/a     |
| 2009 | SBS Drama Awards                        | Premio popolarità tra gli internauti               | Minam-isine-yo       | Vincitore/trice |
| 2010 | Baeksang Arts Awards                    | Attore più popolare (film)                         | Itaewon sal-insageon | Vincitore/trice |
| 2010 | Yahoo! Asia Buzz Awards                 | Miglior stella maschile coreana                    |                      | Vincitore/trice |
| 2010 | Yahoo! Asia Buzz Awards                 | Miglior stella maschile dell'Asia                  |                      | Vincitore/trice |
| 2010 | KBS Drama Awards                        | Premio all'eccellenza, attore in una miniserie     | Maerineun oebakjung  | Candidato/a     |
| 2010 | KBS Drama Awards                        | Premio popolarità tra gli internauti, attore       | Maerineun oebakjung  | Vincitore/trice |
| 2010 | KBS Drama Awards                        | Premio miglior coppia (con Moon Geun-young)        | Maerineun oebakjung  | Vincitore/trice |
| 2011 | Global Chinese Music Awards             | Artista coreano più popolare                       |                      | Vincitore/trice |
| 2011 | Korean Culture and Entertainment Awards | Gran premio                                        |                      | Vincitore/trice |
| 2011 | Yahoo! Asia Buzz Awards                 | Solisti coreani più cercati a Taiwan               |                      | Vincitore/trice |
| 2012 | Japan Gold Disc Awards                  | Migliori tre nuovi artisti (con 2PM e B2ST)        |                      | Vincitore/trice |
| 2012 | IFPI Hong Kong Record Sales Awards      | Album più venduto (con i Big Brother)              | The Lounge H Vol. 1  | Vincitore/trice |
| 2012 | IFPI Hong Kong Record Sales Awards      | Miglior album coreano (con i Big Brother)          | The Lounge H Vol. 1  | Vincitore/trice |
| 2012 | Baeksang Arts Awards                    | Attore più popolare (film)                         | Neoneun pet          | Vincitore/trice |
| 2013 | Japan Gold Disc Awards                  | Migliori tre album                                 | Just Crazy           | Vincitore/trice |
| 2013 | KBS Drama Awards                        | Premio all'eccellenza, attore in una miniserie     | Yeppeun namja        | Candidato/a     |
| 2013 | KBS Drama Awards                        | Premio miglior coppia (con IU)                     | Yeppeun namja        | Candidato/a     |
| 2014 | DramaFever Awards                       | Miglior bacio (con IU)                             | Yeppeun namja        | Candidato/a     |